# Pierre Kwenders
Pierre Kwenders, de son vrai nom José Louis Modabi est un chanteur et auteur-compositeur-interprète congolo-canadien né le 31 octobre 1985 à Kinshasa. Son deuxième album MAKANDA at the End of Space, the Beginning of time est sorti le 8 septembre 2017 via Bonsound.

## Biographie
Né à Kinshasa, Kwenders s'inspire de son expérience pour créer une musique. Il chante et rappe en cinq langues (lingala, français, anglais, tshiluba et kikongo), ce qui lui donne une liberté artistique sur le plan lyrique et esthétique que la plupart des artistes n’ont pas. 
Il a été nommé sur la liste du Prix de musique Polaris en 2015, aux prix JUNO 2015 pour l’Album de musique de monde de l’année ainsi qu’au Gala de L’ADISQ 2015 dans la catégorie Album de musique du monde de l’année. Son single Mardi Gras a remporté le prix du Vidéoclip de l’année au Gala de l’ADISQ la même année. 
Son nouvel album MAKANDA at the End of Space, the Beginning of Time' a été entièrement réalisé par Fly Guy Dai. 
En 2022, avec son dernier album José Louis And The Paradox Of Love, il reçoit le Prix de musique Polaris et il remporte le prix de l'Album de l'année - musique du monde au gala de l'ADISQ 2023. 

### Autres projets
Pierre Kwenders mène plusieurs projets en parallèle à sa carrière musicale. Il fait notamment partie du collectif Moonshine qui organise des soirées dansantes, d'abord à Montréal, puis à travers le monde. Il a aussi participé au duo Abakos.

## Discographie

### Mixtape en collaboration
- 2012 : How We Doz It (avec dIFa)

## Prix et nominations
- 2022: Prix de musique Polaris pour son album José Louis And the Paradox of Love[9]
- 2023: Prix Félix Album de l’année – Musiques du monde[10]